# Derzhavni
Derzhavni (del ruso: Державный) es un jútor del raión de Uspénskoye del krai de Krasnodar, en el sur de Rusia. Está situado en la orilla derecha del río Kubán, 3 km al nordeste de Uspénskoye y 191 km al este de Krasnodar, la capital del krai. Tenía 377 habitantes en 2010.
Pertenece al municipio Ubézhenskoye.